# Lochlupe
Eine Lochlupe ist ein optisches Hilfsmittel, das aus einer kleinen, meist kreisförmigen Öffnung (Loch) in einer lichtundurchlässigen dünnen Platte, Papier oder Folie besteht. Im Gegensatz zur klassischen Lupe, die eine konvexe Sammellinse verwendet, verzichtet die Lochlupe vollständig auf Glas oder andere transparente Materialien als Linse. Sie nutzt das Prinzip der Lochblende, das auch bei der Lochkamera zum Einsatz kommt.

## Funktionsweise
Um ein Objekt größer erscheinen zu lassen, hält man es näher an das Auge. Dadurch vergrößert sich der Sehwinkel, und das Objekt wirkt größer. Damit das Auge das nahe Objekt weiterhin scharf sehen kann, muss der Ziliarmuskel die Augenlinse stärker krümmen (siehe auch Akkommodation (Auge)). Allerdings gibt es eine Grenze: Ab einer bestimmten Nähe kann das Auge das Objekt nicht mehr scharf stellen. Diese sogenannte Nahgrenze liegt bei Kindern bei etwa 7 cm und steigt im Erwachsenenalter auf über 30 cm an.
Die Pupille spielt wie eine Glaslinse eine Rolle für die Bildschärfe. Wird die Pupille kleiner, gelangt weniger Streulicht ins Auge, und das Bild erscheint schärfer. Die Pupille kann sich jedoch nur bis auf etwa 2 mm verengen. Mit einer Lochlupe, die eine noch kleinere Öffnung besitzt, kann man sogar Objekte unterhalb der normalen Nahgrenze scharf sehen.
Vergleich mit der klassischen Lupe:
| Merkmal           | Lochlupe                                       | Klassische Lupe                   |
| ----------------- | ---------------------------------------------- | --------------------------------- |
| Optisches Prinzip | Kleine Öffnung (Loch)                          | Konvexe Sammellinse               |
| Vergrößerung      | Keine echte Vergrößerung, aber Schärfenzuwachs | Vergrößerung durch Linse          |
| Material          | Lichtundurchlässige Platte mit winzigem Loch   | Glaslinse in Fassung              |
| Lichtdurchlass    | Sehr gering                                    | Höher, abhängig von Linsengröße   |
| Anwendung         | Sehhilfe, optische Analysen                    | Lesen, Feinmechanik, Wissenschaft |